# Erdrutsch in Nuristan 2024
Der Erdrutsch in Nuristan 2024 war ein Erdrutsch im Dorf Nakre im Teten-Tal im Distrikt Nurgaram der Provinz Nuristan im Nordosten Afghanistans. Er ereignete sich in der Nacht zum 18. Februar 2024.

## Erdrutsch
Der Erdrutsch wurde durch starken Schneefall und Regen in der Nacht von 17. auf den 18. Februar im Distrikt Nurgaram der Provinz Nuristan ausgelöst. Häuser im Dorf Nakre wurden von Schnee und Geröll verschüttet. Dabei wurden mindestens 25 Menschen getötet und 10 weitere verletzt. Insgesamt wurden mehr als 40 Häuser zerstört oder schwer beschädigt. 250 bis 300 Familien in der Region wurden an sicheren Orten untergebracht. Die Schnee- und Gerölllawine hatte eine der Hauptverkehrsstraßen der Provinz blockiert, wodurch die Rettungsaktion erschwert wurde. Größere Felsen mussten mit Sprengsätzen entfernt werden. Zudem konnten Hubschrauber wegen der Wolken und des Regens nicht in der Provinz Nuristan landen.

## Reaktion
Der stellvertretende Premierminister für politische Angelegenheiten Afghanistans, Maulvi Abdul Kabir, drückte sein tiefes Bedauern über den Vorfall und den vom Erdrutsch betroffenen Familien sein tief empfundenes Beileid aus. Der Gouverneur der Provinz Nuristan bat humanitäre Organisationen vor Ort um Unterstützung.

## Hintergrund
Die Provinz Nuristan liegt am Hindukusch an der Grenze zu Pakistan. Erdrutsche und Schneelawinen sind in der gebirgigen Region nicht selten. So starben beispielsweise 2017 durch eine Schneelawine mehr als 50 Menschen. Abholzungen der Bergwälder sowie eine seit über zwei Jahren andauernde Dürre, die durch die globale Erwärmung verstärkt wird, erhöhen das Risiko von Erdrutschen in der Region. Humanitäre Mittel für Afghanistan gingen seit der Rückkehr der Taliban nach dem Ende des NATO-Einsatzes Mitte 2021 stark zurück, unter anderem wegen der zahlreichen Beschränkungen der Frauenrechte.